# Laura Nyro
Laura Nyro (18. října 1947, Bronx – 8. dubna 1997, Danbury, USA) byla americká hudební skladatelka, textařka, zpěvačka a pianistka. Ohlas u kritiků si získala zejména za svá alba Eli and the Thirteenth Confession a New York Tendaberry a měla komerční úspěch s umělci jako jsou zpěvačka Barbra Streisand nebo kapela The 5th Dimension, kteří nahráli její hity. Jejími styly byly hlavně pop, jazz, gospel, R&B, rock a soul. Často také psala hudbu pro divadelní hry.
Mezi lety 1968 až 1970, několik umělců mělo úspěch s jejími písněmi: The 5th Dimension s „Blowing Away“, „Wedding Bell Blues“, „Stoned Soul Picnic“, „Sweet Blindness“, „Save The Country“ a „Black Patch“; Blood, Sweat & Tears a Peter, Paul & Mary s písní „And When I Die“; Three Dog Night a Maynard Ferguson s „Eli's Coming“ a Barbra Streisand s „Stoney End“, „Time and Love“ a „Hands off the Man (Flim Flam Man)“. Nejúspěšnějším singlem samotné Laury Nyro byla její verze písně „Up on the Roof“ od zpěvaček Carole King a Gerry Goffin.
Laura Nyro zemřela 8. dubna 1997 ve věku 49 let na rakovinu vaječníků. V roce 2012 byla přizvána in memoriam do Rock and Roll Hall of Fame.

## Diskografie

### Studiová alba
- 1967 – More Than a New Discovery (později znovu vydáno v reedicích jako Laura Nyro v roce 1969 a The First Songs roku 1973)
- 1968 – Eli and the Thirteenth Confession (znovu vydáno s bonusovými písněmi v roce 2002, Columbia)
- 1969 – New York Tendaberry (znovu vydáno s bonusovými písněmi v roce 2002, Columbia)
- 1970 – Christmas and the Beads of Sweat
- 1971 – Gonna Take a Miracle (s Labelle) (znovu vydáno s bonusovými písněmi v roce 2002, Columbia)
- 1976 – Smile
- 1978 – Nested (znovu vydáno a remasterováno, 2008, Iconclassic Records)
- 1984 – Mother's Spiritual
- 1993 – Walk the Dog and Light the Light
- 2001 – Angel in the Dark (posmrtně vydané album, nahráno 1994–1995)

### Koncertní alba
- 1977 – Season of Lights (znovu vydáno a remasterováno v roce 2008, Iconoclassic Records)
- 1989 – Laura: Live at the Bottom Line
- 2000 – Live at Mountain Stage (nahráno 1990)
- 2002 – Live: The Loom's Desire (nahráno 1993–1994)
- 2003 – Live in Japan (nahráno 1994)
- 2004 – Spread Your Wings and Fly: Live at the Fillmore East (nahráno 30. května 1971)

### Kompilační alba
- 1972 – Laura Nyro sings her Greatest Hits (pouze v Japonsku)
- 1980 – Impressions
- 1997 – Stoned Soul Picnic: The Best of Laura Nyro (později vydáno v roce 2011 jako The Essential Laura Nyro, Sony Music Entertainment)
- 1999 – Premium Best Collection-Laura Nyro (pouze v Japonsku)
- 2000 – Time and Love: The Essential Masters
- 2006 – Laura Nyro-Collections [Sony Europe]